# Chivay (plaats)
Chivay is een distrito en de hoofdplaats van de Caylloma-provincia in de regio Arequipa van Peru.
Chivay ligt op een hoogte van 3632 m boven zeeniveau, bij de Colca Canyon, een grote kloof in het zuiden van Peru. Het heeft een centraal plein en een levendige markt. Chivay ligt een klein stukje van de lokale warmwaterbronnen af.